# Museo Naval de Madrid

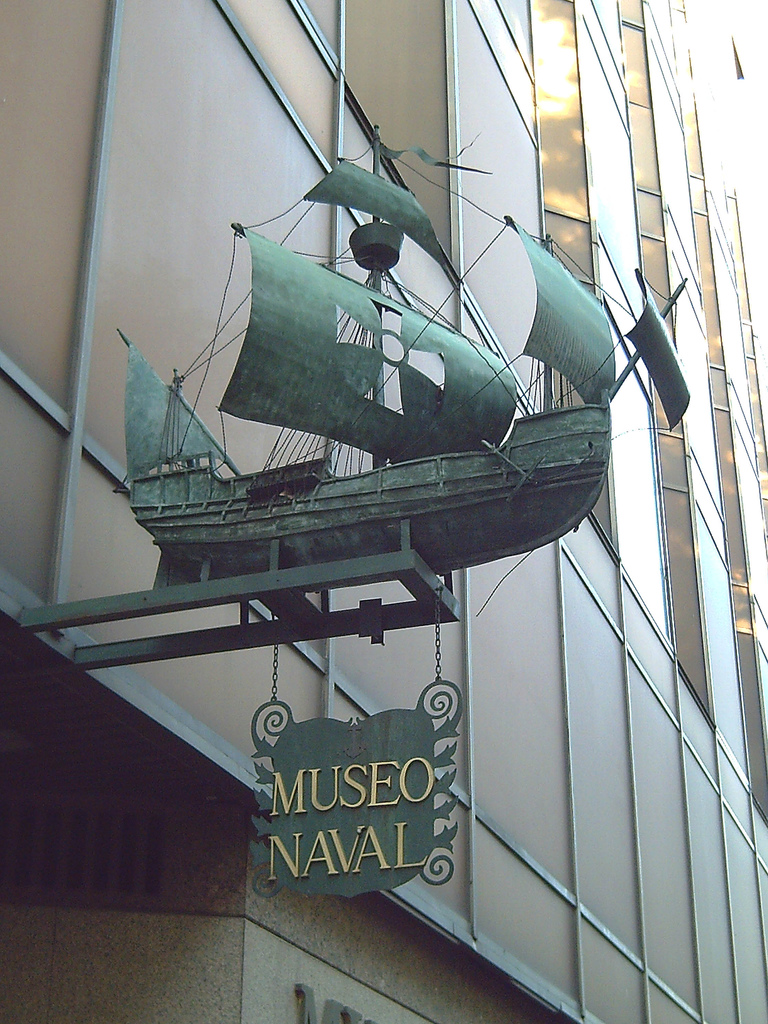
Der Eingang des Museums befindet sich in einem modernen Ergänzungsbau am Paseo del Prado

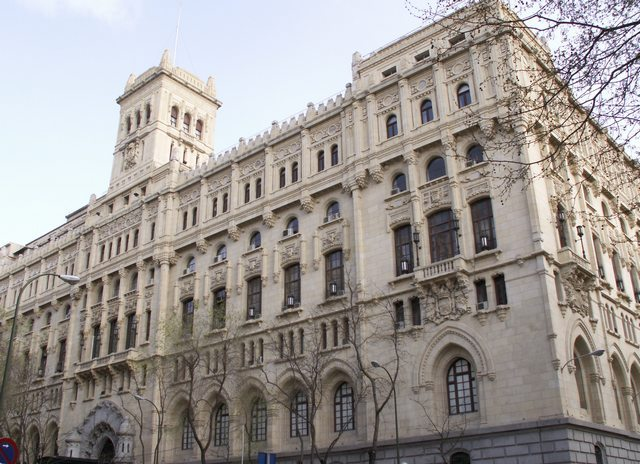
Die Räume des Museums liegen im Innern des repräsentativen Admiralitätsgebäudes

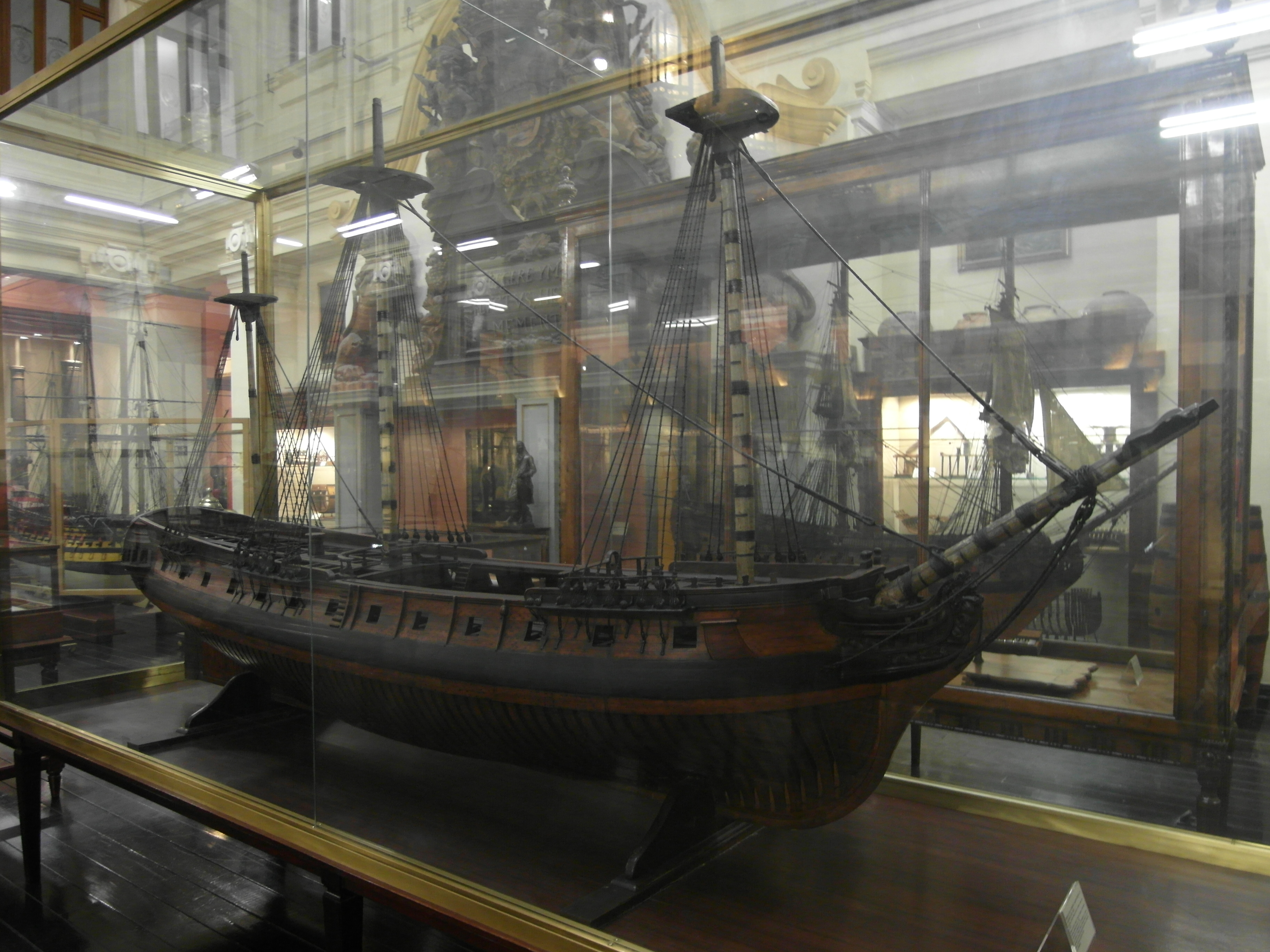
Modell der Fregatte Santa Rosalía von 1770 in einem der beiden mit Glas überdachten Lichthöfe

Museo Naval de Madrid ist ein Schifffahrtsmuseum in der spanischen Hauptstadt Madrid.

## Lage
Im Jahr 1931 wurde das Museum im Hauptquartier der Armada Española (Kriegsmarine) eröffnet. Es liegt in unmittelbarer Nähe zu den Museen Prado und Reina Sofia in der Zone des Triángulo del Arte.

## Beschreibung
Die 1792 gegründete Sammlung aus den Beständen der spanischen Kriegsmarine wechselte im 19. Jahrhundert mehrmals ihren Standort, bis sie 1930 in dem in den Jahren 1915 bis 1928 errichteten Gebäude der Admiralität untergebracht wurde. Das Museum untersteht dem spanischen Verteidigungs-Ministerium und wird von der Kriegsmarine geleitet.
In seinem Inneren werden zahlreiche Schifffahrtskarten aus der Zeit der Katholischen Könige und späteren Epochen gezeigt, die über die spanischen Entdeckungsreisen und die kolonialisierten Länder Südamerikas berichten. Neben Holzmodellen aus vergangenen Jahrhunderten und zahlreichen Porträts spanischer Seefahrer sind auch Entwürfe zu ersten U-Booten und Torpedos bis zum 20. Jahrhundert ausgestellt. Das berühmteste Exponat im Museo Naval ist eine Weltkarte aus dem Jahr 1500, auf der zum ersten Mal die Küste Amerikas abgebildet wurde. Angefertigt wurde sie von dem Kartografen Juan de la Cosa, einem Begleiter Christoph Kolumbus.
Gliederung der Ausstellung
- Plastische und dekorative Gegenstände
- Waffen
- Münzkabinett
- Schiffbau
- Ethnographie
- Uniformen und Auszeichnungen
- Bibliothek

## Sonstiges
1944 wurde ein gleichnamiger Film Museo Naval an diesem Ort gedreht. Regisseur und Drehbuchautor des Kurzfilms war Luis Suárez de Lezo.